# Clasamentul general în Turul Franței
Clasamentul general în Turului Franței este un clasament al Turul Franței la ciclism, care recompensează concurentul care petrece cel mai puțin timp în cursul tuturor etapelor dintr-un Tur ținând cont de secundele de bonificație obținute la sosirea în etape și de sprinturile intermediare. Acest clasament atribuie liderului său, începând cu 1919, purtarea tricoului galben.
Clasamentul general final, calculat la sfârșitul ultimei etape, dă câștigătorul Turului Franței. 

## Istoric
Câștigătorul primului Tur al Franței a purtat o brățară verde, nu un tricou galben. După al doilea Tur al Franței, regulile s-au schimbat și clasamentul general nu s-a mai calculat ținând cont de timp, ci de puncte. Acest sistem de puncte a fost menținut până în 1912, după care a fost schimbat înapoi la clasament ținând cont de timp. La acel moment, liderul încă nu purta tricoul galben.

## Regulament
Clasamentul general individual se stabilește prin adunarea timpilor realizați de fiecare concurent în cele 21 de etape ținând cont de bonificații și de penalități.
Concurentul cu cel mai bun timp global la finalul fiecărei etape primește un tricou galben în cursul unei ceremonii de final de etapă și obține dreptul de a începe etapa următoare a Turului îmbrăcat fiind cu tricoul galben.
Concurentul care primește tricoul galben la finalul ultimei etape, la Paris, este câștigătorul final al Turului.

## Mai mulți lideri
În primii ani ai Turului Franței, timpii in clasamentul general se calcula în minute, deși, în general, bicicliștii ajungeau cu un decalaj de câteva secunde. De fapt, mulți bicicliști puteau fi clasați în același timp. De exemplu, în 1914, înainte de introducerea tricoul galben, cursa a avut doi lideri pe parcursul a patru etape, Philippe Thys și Jean Rossius.
De la introducerea tricoul galben în 1919, situația nu s-a mai repetat decât de două ori. Prima dată în 1929, când trei bicicliști au avut același timp la finalul etapei de la Bordeaux. Luxemburghezul Nicolas Frantz și francezii André Leducq și Victor Fontan și, prin urmare toți trei au purtat a doua zi tricoul galben, dar nici unul nu l-a păstrat la sosirea de la Paris. În 1931, situația s-a repetat atunci când Charles Pelissier și Raffaele Di Paco s-au clasificate în același timp. Problema s-a rezolvat prin acordarea tricoul galben concurentului cel mai bine clasat la finalul fiecărei etape de până atunci. Introducerea contratimpului la startul întrecerii în 1967 a însemnat departajarea concurenților în fracțiuni de secundă înregistrate în acea cursă, cu excepția edițiilor din 2008, 2011 și 2013. Potrivit regulamentelor ASO2: "În caz de timpi egali în clasamentul general, sutimile de secundă înregistrate de către cronometrele în timpul probelor contra cronometru "individual" sunt reintegrate în timpul total pentru a decide ce concurent primește tricoul galben. În cazul în care egalitatea continuă, se face suma locurilor obținute în fiecare etapă și, în ultimă instanță, locul obținut în ultima etapă."
Acest caz s-a întâmplat între etapele a patra și a șasea în Turul Franței 2009, unde elvețianul Fabian Cancellara și americanul Lance Armstrong au fost creditați cu același timp, în secunde. Făcându-se referire la sutimile de secundă din proba de contratimp din prima etapă, Fabian Cancellara a fost declarat primul în clasamentul general în timpul celor trei etape.

## Niciun ciclist în galben
S-a întâmplat, din diverse motive, ca niciun ciclist să nu poarte tricoul galben în timpul unei etape.
Astfel, în timpul Turul Franței din 1950, elvețianul Ferdi Kubler a luat startul cu tricoul lui național, mai degrabă decât cu cel galben când liderul de cursă, Fiorenzo Magni a abandonat împreună cu toată echipa Italiei în semn de protest față de presupusele amenințări făcute de spectatori.
Belgian Eddy Merckx a refuzat în 1971 să poarte tricoul galben după purtătorul precedent de tricou, Luis Ocaña, a căzut în coborârea Col de Mente în Pirinei. 
În timpul turului din 1980, olandezul Joop Zoetemelk nu a purtat tricoul galben ce i-a revenit după retragerea rivalului său Bernard Hinault datorată unei leziuni la genunchi.
În etapa a 5-a din Turul Franței din 1991, tricoul galben danez pe Rolf Sørensen a abandonat în urma unei căzături.
În etapa a 5-a din Turul Franței din 2005, tricoul galben Lance Armstrong a refuzat să poarte tricoul pentru că David Zabriskie a fost eliminat cu o zi înainte, din cauza unei căderi. Armstrong a luat tricoul după trecerea de zona neutră, la cererea organizatorilor.
În etapa a 17-a Turului Franței 2007, tricoul galben nu a fost prezent în pluton, purtătorul său, Michael Rasmussen, fiind exclus de echipa sa. 
În 2015, nu a existat nici tricoul galben în etapa a 7 după ce Tony Martin a căzut în etapa anterioară. Martin a terminat etapa anterioară după accident (și păstrat în mod oficial tricoul galben ca urmare), dar având o clavicula ruptă în accident nu a mai început etapa a 7-a. Chris Froome a devenit lider global.
Tricoul galben în prima zi a Turului este permis în mod tradițional  a fi purtat de către câștigătorul de cursă din anul precedent; cu toate acestea, este alegerea concurentului dacă acceptă acest lucru. În cazul în care câștigătorul din anul precedent nu este prezent, tricoul nu este purtat. Câștigătorul din anul precedent are în mod tradițional număr de cursă "1" (cu coechipierii lui având celelalte numere de curse cu o singură cifră), cu numerele fiind date în funcție de clasarea din turul precedent. Liderii echipelor primesc, de obicei, primul număr din serie (11, 21, 31 și așa mai departe). dar acești concurenți nu sunt în mod necesar concurenții favoriți pentru clasamentul general - echipele conduse de sprinteri vor desemna adesea tricoul verde ca lider al echipei.
În 2007 nu a existat niciun tricou galben la începutul cursei, niciun număr de 1; câștigătorul anterior, Floyd Landis din Statele Unite a fost depistat pozitiv la un control doping după cursă și organizatorii au refuzat să declare un câștigător în așteptarea arbitrajului oficial în cazul Landis. La 20 septembrie 2007, Landis a fost deposedat oficial de titlu în urma verdictului vinovat al Curții de Arbitraj, iar titlul în 2006 a trecut la Óscar Pereiro; în anul 2008, al doilea clasat din 2007, Cadel Evans a primit numărul de cursă "1" atunci când câștigătorul 2007, Alberto Contador nu a putut să-și apere titlul din cauza unei dispute între organizatorii ASO și noua sa echipă, Astana, căreia nu i s-a permis să concureze în acel tur.

## Scandaluri în tricoul galben
În 1978, ciclistul belgian Michel Pollentier a devenit lider al cursei după ce a atacat în ascensiunea de pe Alpe d'Huez. El este descalificat a doua zi după ce a încercat să trișeze un test antidoping. 
În 1988, spaniolul Pedro Delgado a câștigat Turul, în ciuda unui test doping ce a dovedit că a luat un medicament care putea fi folosit pentru a masca utilizarea de steroizi. Știrea despre test a fost dată în presa de fostul organizator al Tour, Jacques Goddet. Lui Delgado i s-a permis să continue, deoarece medicamentul, probenecid, nu era interzis de către Uniunea Ciclistă Internațională.
Câștigătorul din 1996, danezul Bjarne Riis a spus în 2007 că el a folosit droguri în timpul Turului pe care l-a câștigat. Este descalificat și îi este interzis să mai facă parte din caravana Turului, pe atunci fiind director sportiv al echipei daneze nu este permis să urmeze Tour. Riis a fost să urmeze Turul ca director atletic al echipei daneze Team CSC. Apoi, el a fost reabilitat în clasamentul datorită onestității sale și a pus în aplicare un control riguros în echipa sa, devenid o voce importantă în lupta împotriva dopajului în sport.
Câștigătorul din 2006, Floyd Landis a fost descalificat la mai mult de un an de la cursă. După ce a fost testat pozitiv în timpul victoriei sale din etapa a 17-a, un comitet de arbitraj l-a găsit vinovat în septembrie 2007, Óscar Pereiro devenind învingătorul Turului din 2006. Landis a făcut apel la Tribunalul de Arbitraj Sportiv, dar a pierdut acest apel la sfârșitul lunii iunie 2008. În cele din urmă, în mai 2010, Landis a admis că s-a dopat. 
În 2007, ciclistul danez Michael Rasmussen a fost retras din cursă de echipa sa Rabobank ]n urma unor plângeri ]n care era acuzat că nu a făcut tot posibilul ca în anul anterior să fie disponibil pentru verificări aleatorii. Rasmussen a spus că a fost în Mexic, când, în realitate, el era în Italia.
În 2010, controlul doping al tricoului galben Alberto Contador în timpul zilei de odihnă înaintea etapei a 17-a a fost pozitiv pentru clenbuterol, dar acest control pozitiv nu va fi dezvăluit până în septembrie 2010. El a deținut tricoul galben până la victoria finală, dar în februarie 2012, în urma descalificării sale pentru dopaj de către Tribunalul de Arbitraj Sportiv, titlul îi este retras, precum și toate titlurile câștigate în 2011.